# Salix argyrophegga
Salix argyrophegga är en videväxtart som beskrevs av Camillo Karl Schneider. Salix argyrophegga ingår i släktet viden, och familjen videväxter. Inga underarter finns listade i Catalogue of Life.